# Tom Nicolson
Tom Nicolson (teljes nevén Thomas Rae Nicolson) (Tighnabruaich, 1879. október 3. – Glasgow, 1951. április 18.) skót kalapácsvető és súlylökő. Két olimpián vett részt.

## Eredményei
Negyedik lett Londonban, az 1908. évi nyári olimpiai játékokon kalapácsvetésben. Súlylökésben a selejtezőben kiesett. Hatodik lett Antwerpenben, az 1920. évi nyári olimpiai játékokon kalapácsvetésben. 
Összesen hatszor lett brit bajnok kalapácsvetésben (1903–1905, 1907, 1909, 1912) és egyszer súlylökésben (1903).

## Egyéni legjobbjai
- súlylökés: 13,43 m, 1904. július 16., Belfast
- kalapácsvetés: 51,71 m, 1904. augusztus 6., Glasgow